# David Davidovič Burljuk
David Davidovič Burljuk (in russo Давид Давидович Бурлюк?, in ucraino Давид Давидович Бурлюк?, Davyd Davydovyč Burljuk; Rjabušky, 21 luglio 1882 – Long Island, 15 gennaio 1967) è stato uno scrittore, pittore, giornalista, illustratore di libri, futurista e neo-primitivista russo, associato al movimento futurista russo. Burljuk è spesso descritto come "il padre del futurismo russo".

## Biografia

### Primi anni
David Burljuk nacque nel 1882 a Semyrotivka vicino al villaggio di Rjabušky (ora distretto di Lebedyn, Oblast' di Sumy) nel Governatorato di Charkiv dell'Impero russo (attuale Ucraina), fratello dell'artista Vladimir Burljuk, in una famiglia in parte discendente da Ucraini Cosacchi che ricopriva ruoli di primo piano nell'Etmanato cosacco. Sua madre, Ljudmyla Michnevič, era di origine etnica bielorussa.

### Formazione e carriera

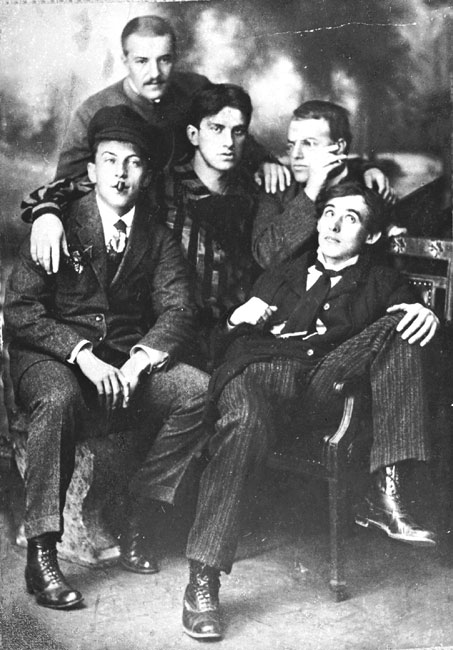
Burljuk (2° da destra)

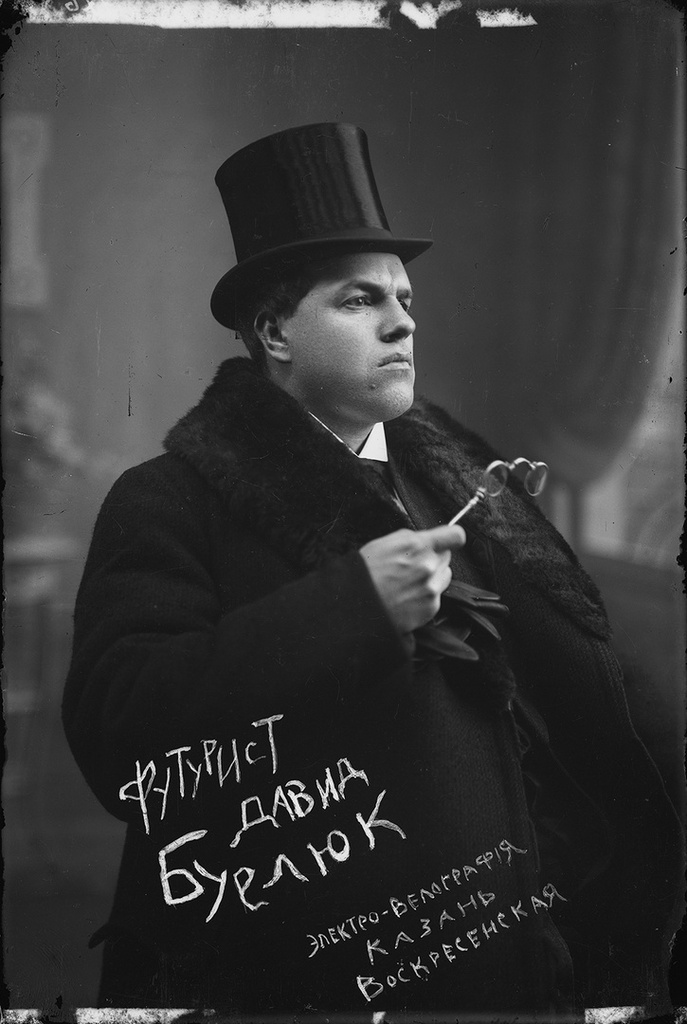
Burljuk negli anni '10

Dal 1898 al 1904 studiò alle scuole d'arte di Kazan' e Odessa, nonché all'Accademia Reale di Monaco. Il suo carattere esuberante ed estroverso fu riconosciuto da Anton Azhbe, il suo professore all'Accademia di Monaco, che definiva Burljuk un "meraviglioso cavallo selvaggio della steppa".
Nel 1908 una mostra con il gruppo Zveno (Collegamento) a Kiev fu organizzata da David Burljuk insieme a Wladimir Baranoff-Rossine, Oleksandr Bohomazov, suo fratello Vladimir Burljuk e Aleksandra Ėkster. Nel 1909 Burljuk dipinse un ritratto della sua futura moglie, Marussia, su uno sfondo di fiori e rocce sulla costa della Crimea. Molte volte in seguito avrebbe fissato l'immagine di sua moglie su tela. Senza dubbio due sogni possedettero il suo cuore per tutta la vita: il volto di sua moglie e l'immagine della sua terra d'origine, prima l'Ucraina e poi il suo paese adottivo, gli Stati Uniti.
Il gruppo letterario futurista Hylaea (in russo Гилея? [Gileya]) fu creato nel 1910 da David Burlyuk e dai suoi fratelli nella loro tenuta vicino a Cherson e si unirono rapidamente Vasilij Kamenskij e Velimir Chlebnikov, con Aleksej Kručënych e Vladimir Majakovskij che entrarono nel 1911).
Dal 1910 fu membro del gruppo Jack di Diamanti e dal 1910 al 1911 frequentò la Scuola d'Arte di Odessa. Dopo il 1911 David si concentrò sulla poesia. Dal 1911 al 1913 studia alla Scuola di pittura, scultura e architettura di Mosca (MUŽVZ) e quell'anno partecipò alla mostra collettiva del Blaue Reiter a Monaco, che comprendeva anche suo fratello Wladimir.
Nel dicembre 1912 David Burljuk fu coautore del manifesto Uno schiaffo in faccia di gusto del pubblico con gli altri membri di Hylaea, che si dice sia stato l'inizio del futurismo russo, un movimento di poeti e artisti russi che adottarono i principi del Manifesto Futurista di Filippo Tommaso Marinetti.
Nel 1913 fu espulso dall'Accademia. Nello stesso anno David Burljuk fondò l'impresa editoriale del gruppo futuristico di scrittori Hylaea. Nel 1915 Burljuk pubblicò il libro The Support of the Muse in Spring, con illustrazioni di Lentulov e David e Vladimir Burljuk.
Dal 1915 al 1917 risiedette negli Urali con frequenti viaggi a Mosca e Pietrogrado (San Pietroburgo). Nel 1917 partecipò a una mostra con il gruppo Fante di Quadri nel salone degli artisti a Mosca, che comprendeva Aleksandra Ėkster e Kazimir Malevič.
Nel 1916 suo fratello Vladimir Burljuk fu arruolato nel servizio militare e nel 1917 fu ucciso nella prima guerra mondiale a Salonicco. L'anno successivo Burljuk iniziò a viaggiare negli Stati Uniti, un processo che lo portò attraverso la Siberia, il Giappone e il Canada e non fu completato fino al 1922.
Nel 1925 Burljuk fu cofondatore dell'Associazione dei Maestri Rivoluzionari dell'Ucraina (ARMU) con i membri Oleksandr Bohomazov, Vasyl' Jermylov, Vadym Meller, Aleksandr Chvostenko-Chvostov e Viktor Palmov. Nel 1927 partecipò a una mostra delle Ultime Tendenze Artistiche nel Museo russo di Leningrado (San Pietroburgo), insieme a Kazimir Malevič, Aleksandr Ševčenko e Vladimir Tatlin.
David Burljuk fu autore degli schizzi autobiografici I miei antenati, Quarant'anni: 1890–1930.

### Anni successivi

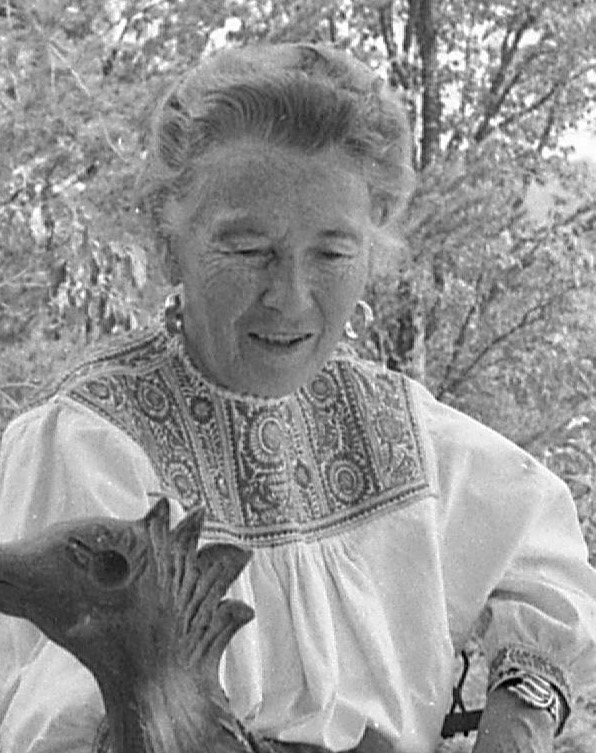
Onya La Tour 1963

Negli anni '30, Onya La Tour era un'appassionata collezionista di arte moderna che acquistò almeno cento opere di Burljuk.
Nel 1940 Burljuk presentò una petizione al governo sovietico per una richiesta di visitare la sua patria. In cambio offriva una considerevole collezione di materiale d'archivio pertinente al suo contemporaneo e amico Vladimir Majakovskij, che Burljuk offrì di donare al Museo Mayakovsky, oltre a oltre 100 dipinti originali. Le richieste di Burljuk furono respinte. Gli fu permesso di visitare l'Unione Sovietica solo nel 1956 e nel 1965.
Nel 1945 fu allestita una mostra al Irving Place Theatre di New York.
Nel 1962 lui e sua moglie si recarono in Australia, dove tenne una mostra alle Moreton Galleries di Brisbane. È stata la sua unica mostra australiana. Durante la sua permanenza Burljuk dipinse alcuni schizzi e opere con vedute australiane. Dal 1937 al 1966 Burljuk e sua moglie Marusia pubblicarono Color & Rhyme, una rivista che si occupava principalmente di organizzare le attività di Burljuk.
David Burljuk visse a Hampton Bays a Long Island per circa 20 anni fino alla sua morte a Long Island, New York. La sua casa e il suo studio rimangono ancora.

## Eredità
Nella poesia russa Burljuk è considerato un pioniere. Nel 1990 l'Accademia Russa di Poesia Futurista ha istituito il Premio David Burljuk (Otmetina) per la poesia sperimentale, assegnato ogni anno.

## Nella cultura di massa
- Burljuk appare nella parte III del poema simbolo di Vladimir Majakovskij Una nuvola in pantaloni (1915).
- Un dipinto (molto probabilmente immaginario) di Burljuk appare nel romanzo Čapaev e il vuoto di Viktor Pelevin. Il dipinto è descritto come una scritta nera attraverso uno stampino della parola DIO.

## Galleria d'immagini

Dipinti di David Burljuk
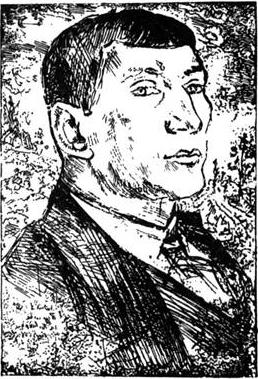
David Burljuk, Benedikt Livšits (1911)
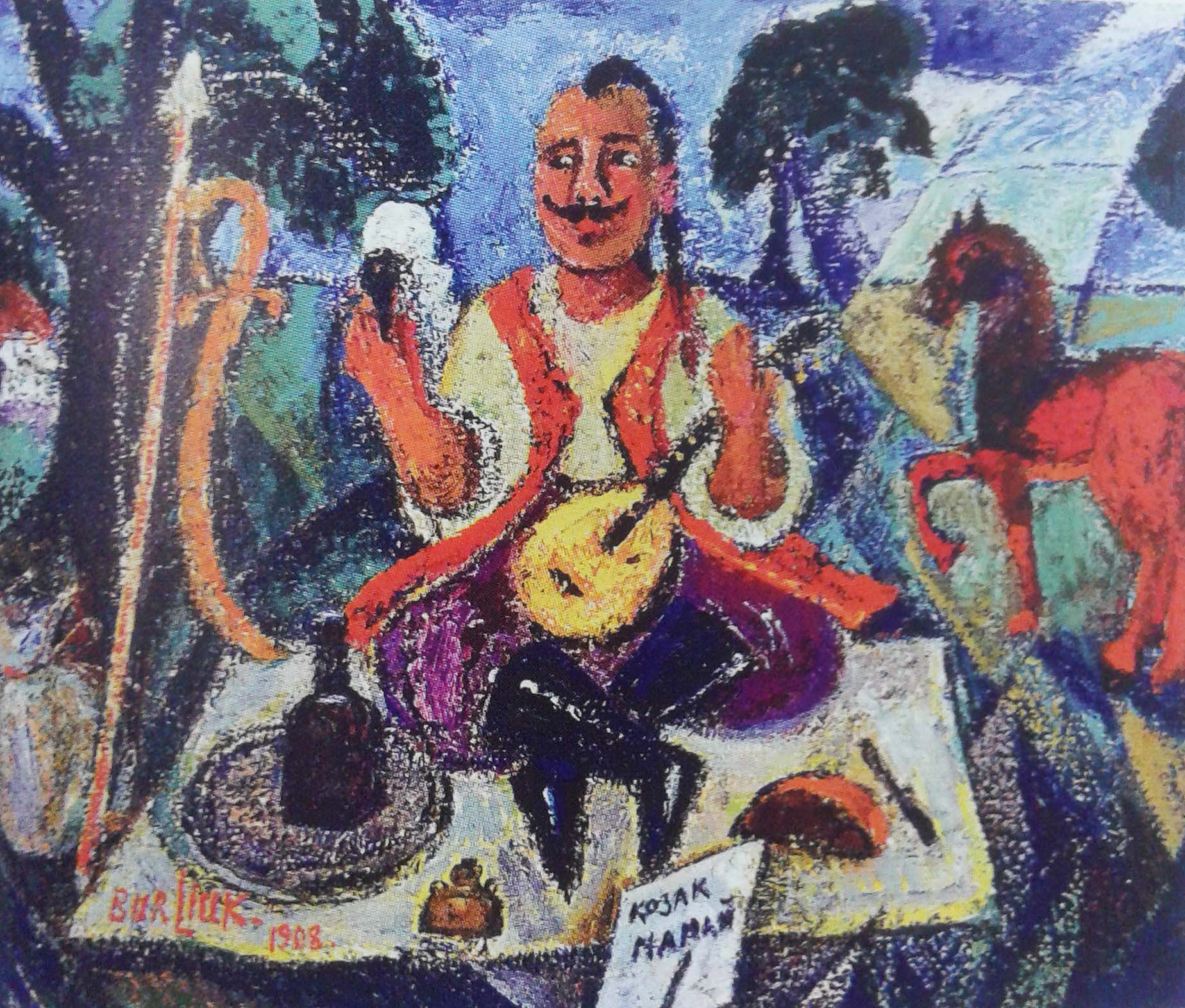
David Burljuk, Cossack Mamay (1912)
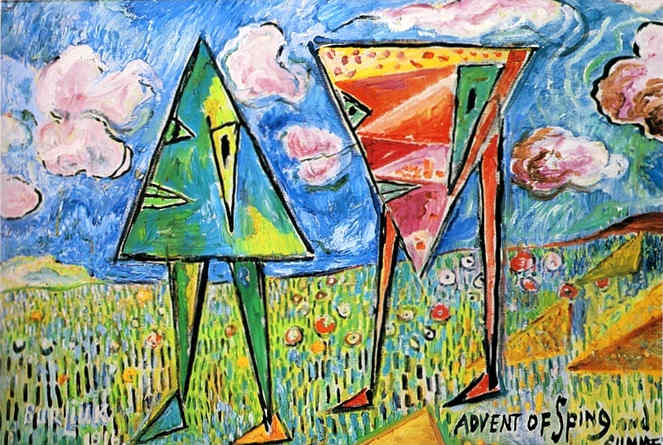
David Burljuk, Spring (1914)
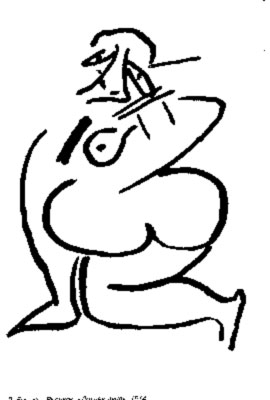
David Burljuk, Dochlaja Luna (1914)
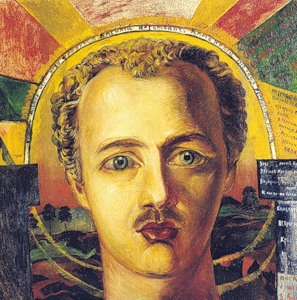
David Burljuk, Ritratto di Vasilij Kamenskij (1917)
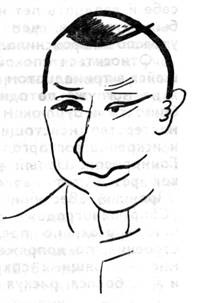
David Burljuk, V. Burljuk (1913)
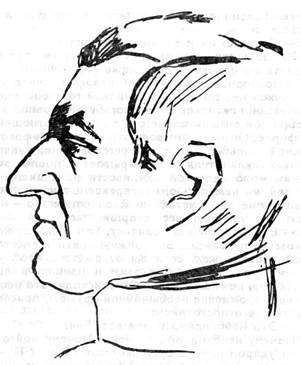
David Burljuk, N. Burljuk (1913)

## Storia delle pubblicazioni
- 1912: coautore del Manifesto Futurista Russo Uno schiaffo in faccia al buon gusto.
- 1915: L'ispirazione delle Muse in primavera